# Departamento de Kollo
Kollo es un departamento situado en la región de Tillabéri, de Níger. En diciembre de 2012 presentaba una población censada de 465 399 habitantes. Su chef-lieu es Kollo.
Se ubica en la periferia septentrional y oriental de la capital nacional Niamey.

## Subdivisiones
Está formado por once comunas, que se muestran asimismo con población de diciembre de 2012:
Comunas urbanas
- Kollo (32 829 habitantes)

Comunas rurales
- Bitinkodji (29 067 habitantes)
- Diantchandou (37 059 habitantes)
- Hamdallaye (57 002 habitantes)
- Karma (88 224 habitantes)
- Kirtachi (39 693 habitantes)
- Kouré (46 249 habitantes)
- Liboré (26 243 habitantes)
- Namaro (55 094 habitantes)
- N'Dounga (22 341 habitantes)
- Youri (31 598 habitantes)